# Società Sportiva Fiammamonza 1991-1992
Questa voce raccoglie le informazioni riguardanti la Società Sportiva Fiammamonza nelle competizioni ufficiali della stagione 1991-1992.

## Rosa
Rosa aggiornata all'inizio della stagione.
| N. |                      | Ruolo | Calciatrice         |
| -- | -------------------- | ----- | ------------------- |
|    | Italia (bandiera)    | D     | Verbena Anelli      |
|    | Danimarca (bandiera) | C     | Ulla Bastrup        |
|    | Italia (bandiera)    | P     | Mariangela Bonanomi |
|    | Italia (bandiera)    | C     | Donatella Bova      |
|    | Italia (bandiera)    | D     | Ornella Bruno       |
|    | Italia (bandiera)    | A     | Sabrina Cavina      |
|    | Italia (bandiera)    | P     | Fabiana Comin       |
|    | Italia (bandiera)    | D     | Simona Consonni     |
|    | Italia (bandiera)    | D     | Silvana Frigo       |
|    | Italia (bandiera)    | C     | Cristina Fruci      |
|    | Italia (bandiera)    | A     | Graziella Giovine   |

| N. |                   | Ruolo | Calciatrice        |
| -- | ----------------- | ----- | ------------------ |
|    | Italia (bandiera) | A     | Deborah Iagulli    |
|    | Italia (bandiera) | D     | Rita Lanfranchi    |
|    | Italia (bandiera) | D     | Elena Marchetti    |
|    | Italia (bandiera) | A     | Silvana Mazzoleni  |
|    | Italia (bandiera) | D     | Cristina Negrini   |
|    | Italia (bandiera) | C     | Liliana Paggi      |
|    | Italia (bandiera) | C     | Maura Pedroni      |
|    | Italia (bandiera) | D     | Marisa Perin       |
|    | Italia (bandiera) | C     | Elena Rodolfi      |
|    | Italia (bandiera) | C     | Silvia Tagliacarne |